# Западный Каменг
Западный Каменг (англ. West Kameng) — округ на юго-западе индийского штата Аруначал-Прадеш. Образован в 1946 году. Административный центр — город Бомдила. Площадь округа — 7422 км². По данным всеиндийской переписи 2001 года население округа составляло 74 599 человек. Уровень грамотности взрослого населения составлял 60,8 %, что немного выше среднеиндийского уровня (59,5 %). Доля городского населения составляла 9 %.
Округ примыкает с запада к Бутану, а с юга к Ассаму. На востоке находится округ Восточный Каменг, а на северо-западе округ Таванг.
Ближайшие аэропорты и железнодорожные станции находятся в Ассаме. От Тезпура до Бомдила ходит автобус около шести часов, из них два часа занимает проезд до города Бхалукпур на границе округа.
В округе находится знаменитый буддийский монастырь Бомдила.
Распространено подсечно-огневое земледелие (джхум).

## Достопримечательности
- В городе Бомдила — крупный буддийский монастырь Бомдила-гомпа, несколько малых монастырей, краеведческий музей
- В городе Диранг — буддийский монастырь Калачакры школы гэлуг, основанный 500 лет назад
- В городе Диранг — современный буддийский монастырь Палъюл Чагчуб Даргьелинг школы ньингма
- Диранг-дзонг, построенный в 1831 году, в руинах
- В деревне Рупа — пещера Падмасамбхавы и монастырь Рупа-гомпа школы гэлуг
- В городе Моршинг — один из старейших монастырей Лхагайала-гомпа, построенный в VII веке.
- В городе Тензингаон — Тантрический монастырь Гьюто (Gyuto Tantric Monastery, Tenzigaon), в этой местности обитают тибетцы, бежавшие в 1959 году из Тибета. Монастырь открыт в 1975-76 годах. Город назван в честь Далай-ламы Тензин Гьямцо.
- Слоновий заповедник